# 24 Horas de Le Mans de 1950
As 24 Hours of Le Mans de 1950 foi o 18º grande prêmio automobilístico das 24 Horas de Le Mans, tendo acontecido nos dias 24 e 25 de junho 1950 em Le Mans, França no autódromo francês, Circuit de la Sarthe.

## Resultados Finais
| Pos    | Class | Nº | Equipe                        | Pilotos                                  | Chassis                                | Motor                                        | Voltas |
| ------ | ----- | -- | ----------------------------- | ---------------------------------------- | -------------------------------------- | -------------------------------------------- | ------ |
| 1      | S 5.0 | 5  | Louis Rosier                  | Louis Rosier Jean-Louis Rosier           | Talbot-Lago T26 GS                     | Talbot-Lago 4.5L I6                          | 256    |
| 2      | S 5.0 | 7  | Pierre Meyrat                 | Pierre Meyrat Guy Mairesse               | Talbot-Lago Monoplace Decalee          | Talbot-Lago 4.5L I6                          | 255    |
| 3      | S 8.0 | 4  | S.H. Allard                   | Sydney Allard Tom Cole Jr.               | Allard J2                              | Cadillac 5.4L V8                             | 251    |
| 4      | S 5.0 | 14 | Healey Motors Ltd.            | Tony Rolt Duncan Hamilton                | Nash-Healey E                          | Nash 3.8L I6                                 | 250    |
| 5      | S 3.0 | 19 | Aston Martin Ltd.             | George Abecassis Lance Macklin           | Aston Martin DB2                       | Aston Martin 2.6L I6                         | 249    |
| 6      | S 3.0 | 21 | Aston Martin Ltd.             | Charles Brackenbury Reg Parnell          | Aston Martin DB2                       | Aston Martin 2.6L I6                         | 244    |
| 7      | S 3.0 | 18 | Henri Louveau                 | Henri Louveau Jean Estager               | Delage D6-3L                           | Delage 3.0L I6                               | 241    |
| 8      | S 5.0 | 11 | E.R. Hall                     | E.R. Hall Tom Clarke                     | Bentley Corniche TT                    | Bentley 4.3L I6                              | 236    |
| 9      | S 2.0 | 30 | H.J. Aldington                | "Donald" Mathieson Richard Stoop         | Frazer Nash Milla Miglia               | Bristol 2.0L I6                              | 235    |
| 10     | S 8.0 | 3  | Briggs Cunningham             | Miles Collier Sam Collier                | Cadillac Coupe de Ville "Clumsy Pup"   | Cadillac 5.4L V8                             | 233    |
| 11     | S 8.0 | 2  | Briggs Cunningham             | Briggs Cunningham Phil Walters           | Cadillac Spider "Le Monstre"           | Cadillac 5.4L V8                             | 232    |
| 12     | S 5.0 | 15 | P.T.C. Clark                  | Peter C. Clark Nick Haines               | Jaguar XK120S                          | Jaguar 3.4L I6                               | 230    |
| 13     | S 5.0 | 6  | André Chambas                 | André Chambas André Morel                | Talbot-Lago Gran Sport Coupe           | Talbot-Lago 4.5L I6                          | 228    |
| 14     | S 5.0 | 12 | H.S.F. Hay                    | H.S.F. Hay Hugh Hunter                   | Bentley 4¼ Paulin                      | Bentley 4.3L I6                              | 225    |
| 15     | S 5.0 | 16 | P.C.D. Walker                 | Peter Whitehead John Marshall            | Jaguar XK120S                          | Jaguar 3.4L I6                               | 225    |
| 16     | S 1.5 | 36 | Jowett Cars Ltd.              | Tommy Wisdom Tommy Wise                  | Jowett Jupiter R1                      | Jowett 1.5L Flat-4                           | 220    |
| 17     | S 3.0 | 22 | Robert Lawrie                 | Robert Lawrie Geoffrey Beetson           | Riley RMB                              | Riley 2.5L I4                                | 213    |
| 18     | S 1.5 | 39 | G.E. Phillips                 | George Phillips Eric Winterbottom        | MG TC Special Body                     | MG 1.2L I4                                   | 208    |
| 19     | S 3.0 | 23 | N.H. Mann                     | Nigel Mann Mortimer Morris-Goodall       | Healey Elliott                         | Riley 2.4L I4                                | 203    |
| 20     | S 2.0 | 31 | N.R. Culpan                   | Norman Culpan Lt. Cdr. Peter Wilson      | Frazer Nash High Speed Le Mans Replica | Bristol 2.0L I6                              | 201    |
| 21     | S 750 | 51 | Rudy Letov Letnany            | Maurice Gatsonides Henk Hoogeveen        | Aero Minor 750                         | Aero 0.7L Flat-2 (2-tempos)                  | 184    |
| 22     | S 750 | 52 | Ets. Monopole                 | Jean de Montrémy Jean Hémard             | Monopole X84 Tank                      | Panhard 0.6L Flat-2                          | 180    |
| 23     | S 750 | 58 | Automobiles Deutsch et Bonnet | René Bonnet Élie Bayol                   | DB Tank                                | Panhard 0.6L Flat-2                          | 175    |
| 24     | S 1.1 | 46 | J.L.V. Sandt                  | Jean Sandt Hervé Coatalen                | Renault 4CV                            | Renault 0.8L I4                              | 171    |
| 25     | S 1.1 | 48 | Jacques Lecat                 | Jacques Lecat Louis Pons                 | Renault 4CV                            | Renault 0.8L I4                              | 170    |
| 26     | S 750 | 55 | Auguste Lachaize              | Auguste Lachaize Albert Debille          | Panhard Dyna X84 Sport                 | Panhard 0.6L Flat-2                          | 168    |
| 27     | S 1.1 | 45 | Just-Emile Vernet             | Just-Emile Vernet Roger Eckerlein        | Renault 4CV                            | Renault 0.8L I4                              | 158    |
| 28     | S 750 | 56 | Raymond Gaillard              | Raymond Gaillard Pierre Chancel          | Callista RAN                           | Panhard 0.6L Flat-2                          | 153    |
| 29     | S 750 | 57 | Louis Eggen                   | Louis Eggen "Escale"                     | Panhard Dyna X84                       | Panhard 0.6L Flat-2                          | 151    |
| 30 DNF | S 5.0 | 17 | Leslie Johnson                | Leslie Johnson Bert Hadley               | Jaguar XK120S                          | Jaguar 3.4L I6                               | 220    |
| 31 DNF | S 5.0 | 8  | Ecurie Lutetia                | Charles Pozzi Pierre Flahaut             | Delahaye 175S                          | Delahaye 4.5L I6                             | 165    |
| 32 DNF | S 2.0 | 28 | Lord Seldson                  | Lord Seldson Jean Lucas                  | Ferrari 166MM                          | Ferrari 2.0L V12                             | 164    |
| 33 DNF | S 1.1 | 43 | Automobiles Gordini           | Georges Blondel Raoul Martin             | Simca-Gordini T15S                     | Gordini 1.1L I4                              | 157    |
| 34 DNF | S 1.1 | 41 | Mmes Rouault et Gordine       | Germaine Rouault Reginé Gordine          | Simca-Gordini TMM                      | Gordini 1.1L I4                              | 143    |
| 35 DNF | S 750 | 49 | Jacques Poch                  | Jacques Poch Edmond Mouche               | Aero Minor                             | Aero 0.7L Flat-2 (2-Stroke)                  | 139    |
| 36 DNF | S 1.1 | 40 | Norbert Jean Mahé             | Norbert Jean Mahé Sacha Gordine          | Simca Huit                             | Gordini 1.1L I4                              | 126    |
| 37 DNF | S 3.0 | 24 | Luigi Chinetti                | Luigi Chinetti Pierre-Louis Dreyfus      | Ferrari 195S Barchetta                 | Ferrari 2.4L V12                             | 121    |
| 38 DNF | S 5.0 | 10 | Ets. Delettrez                | Jean Delettrez Jacques Delettrez         | Delettrez Diesel                       | Delettrez 4.4L I6 (motor a diesel)           | 120    |
| 39 DNF | S 1.1 | 44 | A.Z.N.P.                      | Václav Bobek Jaroslav Netušil            | Škoda 1101 Sport                       | Škoda 1.1L I4                                | 120    |
| 40 DNF | S 750 | 54 | Guy Lapchin                   | Guy Lapchin Charles Plantivaux           | Panhard Dyna X84 Sport                 | Panhard 0.6L Flat-2                          | 115    |
| 41 DNF | S 3.0 | 33 | Automobiles Gordini           | Juan Manuel Fangio José Froilán González | Simca-Gordini T15S Compresseur         | Gordini 1.5L Supercharged I4                 | 95     |
| 42 DNF | S 1.1 | 47 | Ets. Savin & Leroy            | Fernand Leroy Marcel Joseph              | Renault 4CV                            | Renault 0.8L I4                              | 92     |
| 43 DNF | S 750 | 53 | Jacques Savoye                | Jacques Savoye Eugène Dossous            | Monopole X84 Tank                      | Panhard 0.6L Flat-2                          | 89     |
| 44 DNF | S 750 | 50 | Sté. Pierre Ferry             | Pierre Ferry Georges Claude              | Ferry                                  | Renault 0.7L I4                              | 86     |
| 45 DNF | S 3.0 | 25 | Luigi Chinetti                | Raymond Sommer Dorino Serafini           | Ferrari 195S Berlinetta                | Ferrari 2.4L V12                             | 82     |
| 46 DNF | S 1.1 | 42 | Automobiles Gordini           | José Scaron J. Pascal                    | Simca-Gordini T15S                     | Gordini 1.5L I4                              | 77     |
| 47 DNF | S 1.5 | 37 | Jacques Brault                | Jacques Brault Louis Paimpol             | Fiat 1500                              | Fiat 1.5L I4                                 | 75     |
| 48 DNF | S 1.5 | 35 | Automobiles Gordini           | Roger Loyer Jean Behra                   | Simca-Gordini T15S                     | Gordini 1.5L I4                              | 50     |
| 49 DNF | S 2.0 | 26 | Luigi Chinetti                | Porfirio Rubirosa Pierre Leygonie        | Ferrari 166MM                          | Ferrari 2.0L V12                             | 44     |
| 50 DNF | S 2.0 | 64 | Automobiles Deutsch et Bonnet | René Simone Michel Arnaud                | DB                                     | Citroën 1.9L I4                              | 44     |
| 51 DNF | S 5.0 | 1  | M.A.P.                        | Pierre Veyron Francois Lacour            | M.A.P.                                 | M.A.P. 5.0L Supercharged I4 (motor a diesel) | 39     |
| 52 DNF | S 3.0 | 32 | Automobiles Gordini           | Maurice Trintignant Robert Manzon        | Simca-Gordini T15S Compresseur         | Gordini 1.5L Supercharged I4                 | 34     |
| 53 DNF | S 1.1 | 63 | Marcel Gendron                | Marcel Gendron Jean Vinatier             | Renault 4CV                            | Renault 0.8L I4                              | 32     |
| 54 DNF | S 2.0 | 27 | Luigi Chinetti                | Yvonne Simon Michel Casse                | Ferrari 166MM Coupe                    | Ferrari 2.0L V12                             | 25     |
| 55 DNF | S 750 | 60 | Ecurie Verte                  | Emmanuel Baboin Pierre Gay               | Simca Six                              | Simca 0.6L I4                                | 20     |
| 56 DNF | S 1.5 | 34 | Automobiles Gordini           | Aldo Gordini André Simon                 | Simca-Gordini T15S                     | Gordini 1.5L I4                              | 14     |
| 57 DNF | S 1.1 | 66 | André Guillard                | André Guillard Roger Caron               | Simca Huit                             | Gordini 1.1L I4                              | 13     |
| 58 DNF | S 3.0 | 20 | Aston Martin Ltd.             | Eric Thompson John Gordon                | Aston Martin DB2                       | Aston Martin 2.6L I6                         | 8      |
| 59 DNF | S 750 | 59 | Automobiles Deutsch et Bonnet | Georges Guyot André Chaussat             | DB Tank                                | Panhard 0.6L Flat-2                          | 6      |
| 60 DNF | S 5.0 | 9  | Ecurie Lutetia                | Gaston Serraud André Guelfi              | Delahaye 175S                          | Delahaye 4.5L I6                             | 0      |

Legenda :DNQ = Não largou - DNF = Abandono - NC = Não classificado - DSQ= Desqualificado